# Lyssa
Lyssa (grek. Λυσσα) var en gudinna i den grekiska mytologin. Hon var raseriets, ursinnets och vansinnets gudinna. Hon representerade framförallt äktenskapligt raseri och hos djuren var hon rabies personifierad.
Lyssa var dotter till antingen Nyx (Natten) och blodet från Uranos (Himlen), eller till Aither (Luften) och Gaia (Jorden).
Hon tjänade bland annat gudinnan Hera. Det var Lyssa som drev hjälten Herakles till vansinne så att han slog ihjäl sina egna barn.